# Мейр з Істтауна
«Мейр з Істтауна» (англ. Mare of Easttown) — американський мінісеріал у жанрі кримінальної драми, створений Бредом Інгелсбі для телеканалу HBO. Прем'єра відбулася 18 квітня 2021 року. Головна героїня у виконанні Кейт Вінслет — детектив поліції, яка розслідує вбивство в маленькому містечку Істтаун в Пенсільванії. В інших ролях знялися Джин Смарт, Джуліанна Ніколсон, Ангурі Райс, Девід Денман, Гай Пірс, Еван Пітерс, Джон Дуглас Томпсон. Режисером усіх семи епізодів став Крейг Зобел.

## Сюжет
У передмісті Філадельфії (штат Пенсільванія) детектив поліції Мейр Шиєн (Кейт Вінслет) розслідує вбивство неповнолітньої матері-одиначки й одночасно намагається врятувати своє власне життя від руйнування. Мейр — місцева героїня, 25 років тому вона стала зіркою баскетбольного чемпіонату серед старшокласників. Вона також вже рік намагається розкрити справу іншої зниклої дівчини: цей нерозкритий злочин змушує багатьох в окрузі сумніватися в її детективних здібностях. Серед особистих проблем Мейр — розлучення, син, який покінчив життя самогубством, і невістка, яка страждає героїновою залежністю й бореться за опіку над онуком Мейр.

## У ролях

### У головних ролях
- Кейт Вінслет — Мейр Шиєн, сержант-детектив в Істтауні, штат Пенсільванія, яка розслідує вбивство однієї молодої дівчини і зникнення іншої.
- Джуліанн Ніколсон — Лорі Росс, найкраща подруга Мейр.
- Джин Смарт — Гелен Фейхі, мати Мейр.
- Ангурі Райс — Шивон Шиєн, дочка Мейр.
- Девід Денман — Френк Шиєн, колишній чоловік Мейр.
- Ніл Хафф — батько Ден Хейстінгс, двоюрідний брат Мейр, католицький священник і пастор церкви Святого Михайла.
- Гай Пірс — Річард Раян, романіст і викладач письменницького мистецтва.
- Кейлі Спейні — Ерін Макменамін, 17-річна мати-одиначка, знайдена вбитою в струмку.
- Джон Дуглас Томпсон[en] — Картер, шеф місцевої поліції і начальник Мейр.
- Джо Тіппетт — Джон Росс, чоловік Лорі.
- Еван Пітерс — детектив Колін Зейбел, окружний детектив, який прибув на допомогу Мейр.
- Созі Бейкон — Керрі Лейден, наркозалежна мати Дрю, онука Мейр, і подруга її покійного сина Кевіна.
- Джеймс Макардл — Марк Бертон, католицький диякон, переведений до церкви Святого Михайла після звинувачень у сексуальних домаганнях у попередньому приході.

## Виробництво
У січні 2019 року стало відомо, що Бред Інгелсбі, творець мінісеріалу «Мейр з Істтауна», напише сценарії всіх епізодів, а Гевін О'Коннор стане режисером. У число виконавчих продюсерів увійшли Інгелсбі, О'Коннор, Кейт Вінслет, Пол Лі, Марк Ройбал і Гордон Грей. У січні 2020 року було оголошено, що Крейг Зобел замінить О'Коннора на посаді режисера через конфлікт розкладів, а також буде виступати як виконавчий продюсер.
Прем'єра серіалу відбулася 18 квітня 2021 року.

## Сприйняття
Серіал був високо оцінений масовим глядачем. На агрегаторі відгуків Rotten Tomatoes він має рейтинг схвалення 93 %, заснований на 84 відгуках, із середнім рейтингом 8/10. На Metacritic «Мейр з Істтауна» отримала середньозважений бал 82 зі 100, заснований на відгуках 39 критиків, що говорить про «загальне визнання». Оглядач The Hollywood Reporter дав серіалу в основному позитивний відгук, описавши його як «нерівний, але майстерно напружений»; рецензія The New York Times швидше негативна. Багато критиків відзначають, що детективна складова шоу цілком традиційна або навіть складається з добре знайомих глядачам жанрових кліше, проте «Мейр з Істтауна» — це в першу чергу не кримінальний серіал, а психологічна драма. Її порівнюють з «Твін Піксом», «Манчестером біля моря».
Загальних похвал удостоїлася акторська робота Кейт Вінслет. Так, оглядач Vox описує її гру як таку, що «зачаровує»; Дороті Рабіновіц з Wall Street Journal зазначає, що «ефектне володіння Вінслет роллю очевидно з самого початку»; Річард Роупер з Chicago Sun-Times пише про «один з найрезонансніших виступів» в кар'єрі актриси. За словами Керін Джеймс з BBC «жорстока, звичайна героїня „Вінслет“ на диво реальна».
Особливо відзначено переконливе відтворення одного з різновидів Філадельфійського діалекту англійської мови, відомого як «діалект Делко» (за назвою округу Делавер на захід від Філадельфії).

## Саундтрек
Фрагмент із музичного твору Pockets Of Ligh канадського композитора українського походження Любомира Мельника пролунав під кінець першої серії, а також в останньому, сьомому, епізоді. Ця композиція входить до альбому Corollaries, який вийшов у 2013 році. Сам Мельник зазначив, що він перший український композитор, який працював з HBO.

## Ймовірне продовження
У серпні 2021 року Кейт Вінслет заявила, що залюбки зіграла би Мейр знову. За її словами, Інґлзбі поділився з нею дуже класними ідеями щодо продовження серіалу. «Побачимо, що з цього вийде. Бо я мушу з'ясувати, чи й сама готова до цього. Бути нею коштувало мені чимало емоційних зусиль, тож я мушу з'ясувати, чи здатна я пройти крізь це знову».